# Saint-Jean-de-Losne
 Saint-Jean-de-Losne  es una población y comuna francesa, en la región de Borgoña-Franco Condado, departamento de Côte-d'Or, en el distrito de Beaune y cantón de Saint-Jean-de-Losne.

## Demografía
| 1528 | 1623 | 1605 | 1476 | 1342 | 1257 |
| Para los censos de 1962 a 1999 la población legal corresponde a la población sin duplicidades (Fuente: INSEE [Consultar]) |      |      |      |      |      |